# Звернення до гаманця
Звернення до гаманця, або гаманець (гроші) як аргумент (лат. Argumentum ad crumenam) — логічна хиба висновку про правильність якогось твердження лише на підставі того, що особа, яка її висловлює, є багатою (або неправильність твердження — тому що ця особа є бідною). Сенс фрази полягає у трактуванні багатства як критерія правильності (ті, хто має більше грошей, імовірніше, мають рацію; багатії кмітливіші за інших) .
Ця логічна хиба особливо поширена в мистецтві, кіно, відеоіграх, музичній критиці — найчастіше у вигляді конструкції: «Продукт Х коштує так багато (приносить такий прибуток), що ваша критика нічого не варта».
Протилежним за змістом є звернення до бідності (лат. Argumentum ad lazarum).

## Приклади використання
Чому бідний? Бо дурний. Чому дурний? Бо бідний.
Якщо ти такий розумний, чому ти не багатий?
Цей новий закон є хорошою ідеєю. Більшість людей, які протестують проти нього, є набродом, який заробляє менше $ 20.000 на рік.
Воррен Баффетт проводить семінар. Цей семінар є кращим від інших, тому що Баффетт є багатшими, ніж більшість людей.''
Програмне забезпечення фірми «Microsoft», безсумнівно, є найкращим: як інакше Білл Гейтс став би настільки багатим? ''
Я думаю, що Марія є добрим зразком для наслідування. Вона досить багата, а тому вона повинна все робити правильно.''